# Johann Friedrich Krummnow
Johann Friedrich Krummnow (* 1811 in Posen; † 3. Oktober 1880 in Penshurst), oft auch Johann Friedrich Krumnow geschrieben, war ein deutscher Siedler, Prediger und Missionar in Australien. Er gilt als einer der Mitbegründer der Gemeinde Lobethal in Südaustralien. Mit der Gründung der Kommune Herrnhut nahe der Stadt Penshurst im südöstlichen Bundesstaat Victoria, schuf er im Jahre 1852 eine Gemeinde, welche als erste Kommune auf der Basis der sogenannten Principles of shared property and fervent prayer (gemeinsames Eigentum und Gebet) in Australien gilt.

## Leben

### Emigration
Krummnow wurde in Posen geboren und wuchs in einer deutschen Gemeinde auf. Später arbeitete er als Schneider, Schuster und Lehrer. Er wurde schließlich leidenschaftlicher Anhänger der Herrnhuter Brüdergemeine (engl.: Moravian Church) und emigrierte durch die Unterstützung des Pastors August Kavel mit einer 130 Leute umfassenden Gruppe lutherischer Dissidenten, den sogenannten „Kavel´s People“ nach Australien.
An Bord der Bark Catharina traf die Gruppe schließlich am 22. Januar 1839 in Port Adelaide (Südaustralien) ein. Auf dem Schiff unterrichtete er die Mädchen der Gruppe, was ihm allerdings nach dem Eintreffen des Schiffs in Australien nicht mehr erlaubt wurde, da diese Gruppe mit Krummnows Arbeit nicht wirklich zufrieden beziehungsweise seine Tätigkeit als Lehrer nicht ganz einwandfrei war. Die mit der Catharina in Südaustralien eintreffenden Siedler gründeten dann schließlich den Ort Glen Osmond.
Obwohl zunächst in seinem Ehrgeiz gebremst, als lutherischer Pastor ordiniert zu werden, hielt Krummnow regelmäßig Gebetstreffen in Privathaushalten ab. Im Jahre 1842 wurde Krummnow schließlich als naturalisierter englischer Staatsbürger eingebürgert. Er bekam somit das Recht Land zu kaufen.

### Lobethal
Zunächst unterstützte Krummnow eine im Oktober 1841 auf der Skjold in Australien eingetroffene Gruppe Lutheraner um den Pastor Gotthard Daniel Fritzsche die Gemeinde Lobethal bei Hahndorf zu gründen. Die deutschen Siedler stellten ihm Mittel zur Verfügung, um Land für eine eigene Gemeinde zu erwerben. Krummnows Anliegen war allerdings, dass dies auf der Basis gemeinschaftlichen Eigentums und Gebet erfolgen sollte. Er stieß damit bei den neuen Siedlern auf wenig Gegenliebe und die Lobethaler lehnten diese Vision schlicht ab, woraufhin es zu Streitigkeiten um den Landbesitz kam. Ihr Recht auf den Besitz mussten sich die deutschen Siedler letztlich gerichtlich erstreiten. 
Außerdem gab Krummnow an, den Teufel austreiben zu können. Was er dann auch hin und wieder erfolglos versuchte. Krummnow galt als zwielichtige Gestalt, der man nicht über den Weg traute. Es gab zu jener Zeit ernsthafte Überlegungen ihn zu exkommunizieren. Bevor dies aber vollzogen wurde, verließ Krummnow Lobethal.

### Herrnhut
Nach 1847 war Krummnow als Missionar tätig, lebte und arbeitete mit Aborigines, den australischen Ureinwohnern, in der Nähe von Mount Gambier im Südosten des heutigen Bundesstaates Südaustralien. Er verließ schließlich Südaustralien ganz. Er verzog im Jahre 1851 nach Victoria in den Melbourner Vorort Collingwood und arbeitete hier als Schneider, Schuster und Prediger. Danach zog er nach Germantown (später Grovedale), in der Nähe von Geelong. Germantown war zwei Jahre zuvor ebenfalls von deutschen Lutheranern gegründet worden. 
Im Jahre 1852 führte Krummnow eine weitere Gruppe deutscher Migranten an, die gemeinsam in der Nähe von Mount Rouse etwa 5 Kilometer nordwestlich von Penshurst 1.584 Hektar Land kaufte. Wie bereits in Lobethal nutzte er es auch hier aus, dass er inzwischen naturalisierter britischer Staatsbürger war und ließ sich in den Urkunden als Eigentümer eintragen.
Von Krummnows Ideen überzeugt gründeten sie die Kommune Herrnhut. Die Siedler errichteten eine Reihe von steinernen Gebäuden, darunter eine Kirche und betrieben Landwirtschaft. Da Krummnow, trotz gemeinschaftlichen Erwerbs der Ländereien, in den Grundstücksurkunden als alleiniger Eigentümer eingetragen war und er sich weigerte dies zu ändern, kam es bald zum Streit in der Siedlung. Einige Siedler verließen daraufhin die Gemeinschaft, andere blieben angesichts von Alternativen oder waren vom Ziel des Projekts überzeugt.
In den 1870er Jahren geriet die Kommune Herrnhut in wirtschaftliche Schwierigkeiten. Einen kurzzeitigen Aufschwung hatte sie noch einmal durch die Aufnahme einer in wirtschaftliche Not geratene Gruppe Siedler um die selbsternannten Prophetin Maria Heller, die Anfang 1875 eine ähnliche Gemeinde in Hills Plain bei Benalla, Victoria, gegründet hatten, dabei aber schnell scheiterten.
Hellers Anhänger brachten bald Unruhe und Unzufriedenheit in die strenge Herrnhut-Gemeinschaft. Und nach der im August 1876 auf Grund einer Beschwerde eines Herrnhuter Bewohners erfolgenden Verhaftung Hellers als gefährliche Wahnsinnige, welche unter religiöser Manie leidet, verließ die Gruppe um ihre Prophetin Herrnhut wieder.
Krummnow soll sich niemals ganz von Hellers Ablehnung seines Glaubens erholt haben. Er verbrachte seine verbleibenden Tage unter dem Einfluss von Alkohol und starb wenige Jahre später am 3. Oktober 1880. Herrnhut hielt sich noch einige Jahre. Letztlich erwies sich aber, dass Krummnow seinen Nachlass zu Lebzeiten nie ordentlich geregelt hatte, sodass die verbliebenen Bewohner der Kommune, gerichtlich um ihren Verbleib auf dem Gelände kämpfen mussten.

## Nachwirken
Krummnow war eine umstrittene Persönlichkeit in der südaustralischen und victorianischen Geschichte. Sein exzentrisches Verhalten hatte ihm in der frühen australischen Siedlergemeinschaft nicht nur Freunde gemacht, sodass es bei den Überlieferungen über ihn schwierig ist Legende und Wahrheit auseinander zuhalten. Unter anderem soll er Kinder übermäßig streng und hart behandelt haben. Außerdem glaubte er wohl, dass medizinische Behandlungen unnötig seien. Allein der Glaube an Gott sollte seiner Meinung nach zur Behandlung der inneren Beschwerden ausreichen.
Andererseits war die Siedlung Herrnhut offen für Arme und Bedürftige. Sie versorgte, schützte und unterstützte die eingeborene Bevölkerung. Bis zu dreihundert Aborigines fanden zeitweise in Herrnhut Unterkunft, auf dessen Ländereien sie Kängurus jagen durften. 
Herrnhut gilt in der Gegenwart als erste Kommune auf der Basis der sogenannten Principles of shared property and fervent prayer (gemeinsames Eigentum und Gebet) in Australien. Und auch wenn Herrnhut nach Krummnows Ableben letztlich scheiterte, die mit unter seinem Einfluss entstandene Ortschaft Lobethal existiert bis in die Gegenwart. Die Gebäude der dort entstandenen Kirche werden heute als Archiv und als Museum genutzt. Einige Ausstellungsstücke zeugen von der Gründungszeit. Die als Ruinen verbliebenen Reste Herrnhuts im über 500 Kilometer östlich von Lobethal gelegenen Penshurst, gelten als historische Zeugnisse der australischen Siedlungspolitik in jener Zeit.  
Nach Johann Friedrich Krummnow ist die nordwestlich von Penshurst gelegene Krumnow Lane benannt, welche durch die einstigen Herrnhuter Ländereien führt.

## Weitere Veröffentlichungen zum Thema
- William James Metcalf, Elizabeth Huf: Herrnhut: Australia's First Utopian Commune. Melbourne University Press, 2002, ISBN 978-0-522-84993-6.